# Lugny-Champagne
Lugny-Champagne is een gemeente in het Franse departement Cher (regio Centre-Val de Loire) en telt 166 inwoners (1999). De plaats maakt deel uit van het arrondissement Bourges.

## Geografie
De oppervlakte van Lugny-Champagne bedraagt 29,6 km², de bevolkingsdichtheid is 5,6 inwoners per km².
De onderstaande kaart toont de ligging van Lugny-Champagne met de belangrijkste infrastructuur en aangrenzende gemeenten.

## Demografie
Onderstaande figuur toont het verloop van het inwonertal (bron: INSEE-tellingen).